# Młodzieżowe Mistrzostwa Ameryki Południowej w Lekkoatletyce 2024
11. Młodzieżowe Mistrzostwa Ameryki Południowej w Lekkoatletyce – zawody lekkoatletyczne, które odbyły się w dniach 27-29 września 2024 w Bucaramandze.

## Rezultaty

### Mężczyźni
| Konkurencja                   | 1. miejsce                                                           | Wynik      | 2. miejsce                                                                  | Wynik      | 3. miejsce                                                                    | Wynik      |
| ----------------------------- | -------------------------------------------------------------------- | ---------- | --------------------------------------------------------------------------- | ---------- | ----------------------------------------------------------------------------- | ---------- |
| Bieg na 100 m                 | Carlos Flórez                                                        | 10,19      | Tomás Villegas                                                              | 10,41      | Hygor Soares                                                                  | 10,44      |
| Bieg na 200 m                 | Carlos Flórez                                                        | 21,08      | Tomás Villegas                                                              | 21,19      | Katriel Angulo                                                                | 21,42      |
| Bieg na 400 m                 | Daniel Balanta                                                       | 46,30      | Jadson Lima                                                                 | 46,45      | Martín Koudjoumdjian                                                          | 46,95      |
| Bieg na 800 m                 | Leonardo de Jesus                                                    | 1:47,76    | Victor Santos                                                               | 1:50,13    | Klaus Scholz                                                                  | 1:50,35    |
| Bieg na 1500 m                | Leonardo de Jesus                                                    | 3:43,55    | Janio Varjão                                                                | 3:44,09    | Ericky dos Santos                                                             | 3:44,72    |
| Bieg na 5000 m                | Janio Varjão                                                         | 14:52,62   | Jonathan Molina                                                             | 14:57,57   | Vinícius Alves                                                                | 15:03,98   |
| Bieg na 10 000 m              | Jonathan Molina                                                      | 30:54,43   | Alex Caiza                                                                  | 31:05,52   | Ignacio Carrizo                                                               | 31:09,81   |
| Bieg na 3000 m z przeszkodami | Vinícius Alves                                                       | 9:07,38    | Mateus de Alencar                                                           | 9:12,81    | Diego Caldeira                                                                | 9:21,67    |
| Bieg na 110 m przez płotki    | Thiago dos Santos                                                    | 13,82      | Fabricio Pereira                                                            | 13,92      | Gerónimo Canizales                                                            | 13,95      |
| Bieg na 400 m przez płotki    | Matheus Lima                                                         | 49,13      | Neider Abello                                                               | 50,34      | Ramón Fuenzalida                                                              | 51,31      |
| Sztafeta 4 × 100 m            | Kolumbia Luis Hernández · Carlos Flórez · Óscar Baltán · Enoc Moreno | 39,74      | Brazylia Thiago dos Santos · Thamer Vilar · Fabricio Pereira · Hygor Soares | 40,24      | Paragwaj Anhuar Duarte · Kevin Mendieta · Jhumiler Sánchez · Gustavo Mongelos | 40,42      |
| Sztafeta 4 × 400 m            | Brazylia Jadson Lima · Leonardo de Jesus · Caio Silva · Matheus Lima | 3:07,14    | Ekwador Dhustyn Morquecho · Héctor Broncano · Ian Andrey Pata · Alan Minda  | 3:07,90    | Kolumbia Juan Wilches · Raúl Palacios · Neider Abello · Daniel Balanta        | 3:08,59    |
| Chód na 20 000 m              | Miguel Peña                                                          | 1:25:39,40 | Saúl Wamputsrik                                                             | 1:25:41,10 | Ezequiel Arrubla                                                              | 1:27:39,90 |
| Skok wzwyż                    | Nicolas Numair                                                       | 2,05       | Jeiner Mosquera                                                             | 2,05       | Santiago Barberia                                                             | 2,00       |
| Skok o tyczce                 | Ricardo Montes de Oca                                                | 5,10       | Andreas Kreiss                                                              | 5,10       | Cristobal Nuñez                                                               | 5,10       |
| Skok w dal                    | Gabriel Luiz Boza                                                    | 7,93       | Breno de Carvalho                                                           | 7,78       | Kevin Simisterra                                                              | 7,55       |
| Trójskok                      | Felipe da Silva                                                      | 16,25      | João Pedro de Azevedo                                                       | 15,93      | Santiago Theran                                                               | 15,61      |
| Pchnięcie kulą                | Juan Manuel Arrieguez                                                | 17,73      | Ronald Grueso                                                               | 17,36      | Vinícius Avancini                                                             | 17,32      |
| Rzut dyskiem                  | Juan David Montaño                                                   | 57,00      | Mateus Torres                                                               | 55,83      | Alberto dos Santos                                                            | 53,20      |
| Rzut młotem                   | Tomás Olivera                                                        | 67,22      | Lautaro Vouilloz                                                            | 65,03      | Miguel Castro                                                                 | 64,03      |
| Rzut oszczepem                | Lars Flaming                                                         | 74,99      | Lautaro Techera                                                             | 73,33      | Orlando Fernández                                                             | 72,09      |
| Dziesięciobój                 | Luiz Santos                                                          | 7009       | Arnaldo Kowales Júnior                                                      | 6795       | Edgar Rosabal                                                                 | 6144       |

### Kobiety
| Konkurencja                   | 1. miejsce                                                                                 | Wynik      | 2. miejsce                                                                  | Wynik      | 3. miejsce                                                            | Wynik      |
| ----------------------------- | ------------------------------------------------------------------------------------------ | ---------- | --------------------------------------------------------------------------- | ---------- | --------------------------------------------------------------------- | ---------- |
| Bieg na 100 m                 | Laura Martínez                                                                             | 11,45      | Marlet Ospino                                                               | 11,54      | Daniele Campigotto                                                    | 11,71      |
| Bieg na 200 m                 | Marlet Ospino                                                                              | 23,25      | Laura Martínez                                                              | 23,70      | Daniele Campigotto                                                    | 24,00      |
| Bieg na 400 m                 | Erica Cavalheiro                                                                           | 52,95      | Nahomy Castro                                                               | 53,30      | Evelin Mercado                                                        | 53,56      |
| Bieg na 800 m                 | Luise Braga                                                                                | 2:07,29    | Anita Poma                                                                  | 2:08,37    | Sabrina Pena                                                          | 2:08,94    |
| Bieg na 1500 m                | Anita Poma                                                                                 | 4:27,46    | Karol Luna                                                                  | 4:27,58    | Mirelle da Silva                                                      | 4:34,58    |
| Bieg na 5000 m                | Benita Parra                                                                               | 16:30,61   | Nubia Silva                                                                 | 16:45,17   | Veronica Huacasi                                                      | 16:46,10   |
| Bieg na 10 000 m              | Nubia Silva                                                                                | 35:37,31   | Benita Parra                                                                | 35:39,10   | Jeidy Mora                                                            | 37:36,66   |
| Bieg na 3000 m z przeszkodami | Mirelle da Silva                                                                           | 10:33,61   | Veronica Huacasi                                                            | 10:34,15   | Leydi Raura                                                           | 10:37,58   |
| Bieg na 100 m przez płotki    | Luciana Zapata                                                                             | 13,40      | Lays Silva                                                                  | 13,59      | Helen Bernard                                                         | 13,64      |
| Bieg na 400 m przez płotki    | Helen Bernard                                                                              | 1:00,02    | Camille de Oliveira                                                         | 1:00,08    | Camilly dos Santos                                                    | 1:02,15    |
| Sztafeta 4 × 100 m            | Brazylia Maria Luiza Silva · Vanessa dos Santos · Suellen de Sant Ana · Daniele Campigotto | 45,60      | N/A                                                                         | N/A        | N/A                                                                   | N/A        |
| Sztafeta 4 × 400 m            | Kolumbia Isabella Hurtado · Karol Mosquera · Isabella Castillo · Nahomy Castro             | 3:40,49    | Brazylia Camilly dos Santos · Luise Braga · Sabrina Pena · Erica Cavalheiro | 3:46,30    | Peru Paula Daruich · Bianca Conroy · Cayetana Chirinos · Jimena Reyes | 4:08,14    |
| Chód na 20 000 m              | Natalia Pulido                                                                             | 1:41:28,6h | Gabriela Muniz                                                              | 1:43:54,6h | Inés Huallpa                                                          | 1:46:00,3h |
| Skok wzwyż                    | María Arboleda                                                                             | 1,88       | Maria Eduarda Barbosa                                                       | 1,78       | Arielly Rodriguez                                                     | 1,75       |
| Skok o tyczce                 | Luna Pabón                                                                                 | 3,90       | Karen Bedoya                                                                | 3,80       | N/A                                                                   | N/A        |
| Skok w dal                    | Vanessa dos Santos                                                                         | 6,22       | Rayssa Rodrigues                                                            | 6,06       | Paula Daruich                                                         | 6,01       |
| Trójskok                      | Regiclecia da Silva                                                                        | 13,73      | Valery Arce                                                                 | 13,17      | Estrella Lobo                                                         | 12,76      |
| Pchnięcie kulą                | Taniele da Silva                                                                           | 15,06      | Esteisy Salas                                                               | 14,95      | Edmara de Jesus                                                       | 14,29      |
| Rzut dyskiem                  | Florencia Dupans                                                                           | 48,29      | Samanta Lopes                                                               | 47,96      | Angelica Caicedo                                                      | 47,71      |
| Rzut młotem                   | Nereida Santacruz                                                                          | 63,75      | Yenniver Veroes                                                             | 59,32      | Giuliana Baigorria                                                    | 59,03      |
| Rzut oszczepem                | Manuela Rotundo                                                                            | 57,27      | Valentina Barrios                                                           | 53,61      | Fiorella Veloso                                                       | 49,43      |
| Siedmiobój                    | Tainara Mees                                                                               | 5404       | Ana Paula Argüello                                                          | 5196       | Renata Godoy                                                          | 5156       |

### Zawody mieszane
| Konkurencja                 | 1. miejsce                                                            | Wynik   | 2. miejsce                                                              | Wynik   | 3. miejsce                                                                 | Wynik   |
| --------------------------- | --------------------------------------------------------------------- | ------- | ----------------------------------------------------------------------- | ------- | -------------------------------------------------------------------------- | ------- |
| Sztafeta mieszana 4 × 400 m | Kolumbia Raúl Palacios · Paola Loboa · Daniel Balanta · Nahomy Castro | 3:19,88 | Ekwador Dhustyn Morquecho · Xiomara Ibarra · Alan Minda · Steeven Salas | 3:22,08 | Brazylia Jadson Lima · Camille de Oliveira · Caio Silva · Erica Cavalheiro | 3:26,88 |

## Klasyfikacja medalowa
*   Gospodarz ( Kolumbia)
| Miejsce | Reprezentacja | Złoto | Srebro | Brąz | Razem |
| ------- | ------------- | ----- | ------ | ---- | ----- |
| 1       | Brazylia      | 19    | 19     | 12   | 50    |
| 2       | Kolumbia*     | 14    | 11     | 7    | 32    |
| 3       | Argentyna     | 4     | 3      | 4    | 11    |
| 4       | Peru          | 2     | 3      | 3    | 8     |
| 5       | Ekwador       | 1     | 4      | 4    | 9     |
| 6       | Paragwaj      | 1     | 1      | 3    | 5     |
| 7       | Wenezuela     | 1     | 1      | 2    | 4     |
| 8       | Boliwia       | 1     | 1      | 1    | 3     |
| 8       | Urugwaj       | 1     | 1      | 1    | 3     |
| 10      | Chile         | 1     | 0      | 6    | 7     |
| Razem   | Razem         | 45    | 44     | 43   | 132   |